# ژیینه
ژیینه (به صربی: Željine) یک منطقهٔ مسکونی در صربستان است که در چایتینا واقع شده‌است. ژیینه ۶٫۰۹ کیلومتر مربع مساحت و ۱۰۶ نفر جمعیت دارد و ۸۲۷ متر بالاتر از سطح دریا واقع شده‌است.